# Női kosárlabdatorna a 2016. évi nyári olimpiai játékokon
A 2016. évi nyári olimpiai játékokon a női kosárlabdatornát augusztus 6. és augusztus 20. között rendezték. A tornán 12 nemzet csapata vett részt. Az aranyérmet az amerikai csapat nyerte.

## Selejtezők
| Esemény                   | Dátum                             | Helyszín             | Kvóta | Kvalifikált csapatok                                                                              |
| ------------------------- | --------------------------------- | -------------------- | ----- | ------------------------------------------------------------------------------------------------- |
| Rendező                   | 2015. augusztus 9.                |                      | 1     | Brazília (BRA)                                                                                    |
| 2014-es világbajnokság    | 2014. augusztus 31–szeptember 14. | Törökország          | 1     | Egyesült Államok (USA)                                                                            |
| 2015-ös Európa-bajnokság  | 2015. június 11–28.               | Magyarország Románia | 1     | Szerbia (SRB)                                                                                     |
| 2015-ös Ázsia-bajnokság   | 2015. augusztus 29–szeptember 5.  | Kína                 | 1     | Japán (JPN)                                                                                       |
| 2015-ös Óceánia-bajnokság | 2015. augusztus 15–17.            | Új-Zéland Ausztrália | 1     | Ausztrália (AUS)                                                                                  |
| 2015-ös Amerika-bajnokság | 2015. augusztus 8–16.             | Kanada               | 1     | Kanada (CAN)                                                                                      |
| 2015-ös Afrika-bajnokság  | 2015. szeptember 24–október 3.    | Kamerun              | 1     | Szenegál (SEN)                                                                                    |
| Olimpiai selejtező        | 2016. június 13.–19.              | Franciaország        | 5     | Fehéroroszország (BLR) Franciaország (FRA) · Kína (CHN) · Spanyolország (ESP) · Törökország (TUR) |
| Összesen                  |                                   |                      | 12    |                                                                                                   |

## Lebonyolítás
A csapatokat két darab hat csapatból álló csoportba sorsolták. A csoportmérkőzések után az első négy helyezett jut a negyeddöntőbe, ahonnan
egyenes kieséses rendszerben folytatódnak a küzdelmek. Az első négy helyért játszanak helyosztó mérkőzéseket.

## Eredmények
A mérkőzések kezdési időpontjai helyi idő szerint, zárójelben magyar idő szerint olvashatóak.

### Csoportkör
| Színmagyarázat                                              |
| ----------------------------------------------------------- |
| A csoportok első négy helyezettje bejutott a negyeddöntőbe. |

#### A csoport
| Hely. | Csapat           | M | Gy | V | P+  | P–  | Pk  | P  |
| ----- | ---------------- | - | -- | - | --- | --- | --- | -- |
| 1.    | Ausztrália       | 5 | 5  | 0 | 400 | 345 | +55 | 10 |
| 2.    | Franciaország    | 5 | 3  | 2 | 344 | 343 | +1  | 8  |
| 3.    | Törökország      | 5 | 3  | 2 | 324 | 325 | −1  | 8  |
| 4.    | Japán            | 5 | 3  | 2 | 386 | 378 | +8  | 8  |
| 5.    | Fehéroroszország | 5 | 1  | 4 | 347 | 361 | −14 | 6  |
| 6.    | Brazília         | 5 | 0  | 5 | 335 | 384 | −49 | 5  |

| 2016. augusztus 6. 12:00 (17:00) | Törökország (TUR)                     | 39–55     | Franciaország    | Youth Arena, Rio de Janeiro Nézőszám: 2042 Játékvezetők: Guilherme Locatelli (BRA), Scott Beker (AUS), Natalia Cuello (DOM) |
| 2016. augusztus 6. 12:00 (17:00) | (16–8, 3–14, 16–19, 4–14) Jegyzőkönyv |           |                  | Youth Arena, Rio de Janeiro Nézőszám: 2042 Játékvezetők: Guilherme Locatelli (BRA), Scott Beker (AUS), Natalia Cuello (DOM) |
| 2016. augusztus 6. 12:00 (17:00) | Yılmaz 16                             | Pont      | Michel, Miyem 14 | Youth Arena, Rio de Janeiro Nézőszám: 2042 Játékvezetők: Guilherme Locatelli (BRA), Scott Beker (AUS), Natalia Cuello (DOM) |
| 2016. augusztus 6. 12:00 (17:00) | Yılmaz 6                              | Lepattanó | Yacoubou 11      | Youth Arena, Rio de Janeiro Nézőszám: 2042 Játékvezetők: Guilherme Locatelli (BRA), Scott Beker (AUS), Natalia Cuello (DOM) |
| 2016. augusztus 6. 12:00 (17:00) | Vardarlı 5                            | Gólpassz  | Époupa 5         | Youth Arena, Rio de Janeiro Nézőszám: 2042 Játékvezetők: Guilherme Locatelli (BRA), Scott Beker (AUS), Natalia Cuello (DOM) |

| 2016. augusztus 6. 17:30 (22:30) | Brazília (BRA)                           | 66–84     | Ausztrália | Youth Arena, Rio de Janeiro Nézőszám: 2368 Játékvezetők: Ilija Belošević (SRB), Karen Lasuik (CAN), Piotr Pastusiak (POL) |
| 2016. augusztus 6. 17:30 (22:30) | (24–14, 15–21, 14–22, 13–27) Jegyzőkönyv |           |            | Youth Arena, Rio de Janeiro Nézőszám: 2368 Játékvezetők: Ilija Belošević (SRB), Karen Lasuik (CAN), Piotr Pastusiak (POL) |
| 2016. augusztus 6. 17:30 (22:30) | Castro Marques 25                        | Pont      | Cambage 20 | Youth Arena, Rio de Janeiro Nézőszám: 2368 Játékvezetők: Ilija Belošević (SRB), Karen Lasuik (CAN), Piotr Pastusiak (POL) |
| 2016. augusztus 6. 17:30 (22:30) | dos Santos 13                            | Lepattanó | Cambage 14 | Youth Arena, Rio de Janeiro Nézőszám: 2368 Játékvezetők: Ilija Belošević (SRB), Karen Lasuik (CAN), Piotr Pastusiak (POL) |
| 2016. augusztus 6. 17:30 (22:30) | Pinto 7                                  | Gólpassz  | Mitchell 6 | Youth Arena, Rio de Janeiro Nézőszám: 2368 Játékvezetők: Ilija Belošević (SRB), Karen Lasuik (CAN), Piotr Pastusiak (POL) |

| 2016. augusztus 6. 19:45 (00:45) | Fehéroroszország (BLR)                   | 73–77     | Japán       | Youth Arena, Rio de Janeiro Nézőszám: 2586 Játékvezetők: Damir Javor (SLO), Chahinaz Boussetta (MAR), Hvang Inthe (Hwang In-tae) (KOR) |
| 2016. augusztus 6. 19:45 (00:45) | (21–26, 19–15, 20–19, 13–17) Jegyzőkönyv |           |             | Youth Arena, Rio de Janeiro Nézőszám: 2586 Játékvezetők: Damir Javor (SLO), Chahinaz Boussetta (MAR), Hvang Inthe (Hwang In-tae) (KOR) |
| 2016. augusztus 6. 19:45 (00:45) | Levcsanka 15                             | Pont      | Kurihara 20 | Youth Arena, Rio de Janeiro Nézőszám: 2586 Játékvezetők: Damir Javor (SLO), Chahinaz Boussetta (MAR), Hvang Inthe (Hwang In-tae) (KOR) |
| 2016. augusztus 6. 19:45 (00:45) | Veramejenka 10                           | Lepattanó | Josida 9    | Youth Arena, Rio de Janeiro Nézőszám: 2586 Játékvezetők: Damir Javor (SLO), Chahinaz Boussetta (MAR), Hvang Inthe (Hwang In-tae) (KOR) |
| 2016. augusztus 6. 19:45 (00:45) | Harding 5                                | Gólpassz  | Josida 8    | Youth Arena, Rio de Janeiro Nézőszám: 2586 Játékvezetők: Damir Javor (SLO), Chahinaz Boussetta (MAR), Hvang Inthe (Hwang In-tae) (KOR) |

| 2016. augusztus 7. 17:30 (22:30) | Ausztrália (AUS)                         | 61–56     | Törökország | Youth Arena, Rio de Janeiro Nézőszám: 1853 Játékvezetők: Anne Panther (GER), Leandro Lezcano (ARG), Carlos Peruga (ESP) |
| 2016. augusztus 7. 17:30 (22:30) | (12–15, 14–14, 17–12, 18–15) Jegyzőkönyv |           |             | Youth Arena, Rio de Janeiro Nézőszám: 1853 Játékvezetők: Anne Panther (GER), Leandro Lezcano (ARG), Carlos Peruga (ESP) |
| 2016. augusztus 7. 17:30 (22:30) | Cambage 22                               | Pont      | Sanders 25  | Youth Arena, Rio de Janeiro Nézőszám: 1853 Játékvezetők: Anne Panther (GER), Leandro Lezcano (ARG), Carlos Peruga (ESP) |
| 2016. augusztus 7. 17:30 (22:30) | Cambage 11                               | Lepattanó | Sanders 7   | Youth Arena, Rio de Janeiro Nézőszám: 1853 Játékvezetők: Anne Panther (GER), Leandro Lezcano (ARG), Carlos Peruga (ESP) |
| 2016. augusztus 7. 17:30 (22:30) | három játékos 3                          | Gólpassz  | Vardarlı 7  | Youth Arena, Rio de Janeiro Nézőszám: 1853 Játékvezetők: Anne Panther (GER), Leandro Lezcano (ARG), Carlos Peruga (ESP) |

| 2016. augusztus 7. 19:45 (00:45) | Franciaország (FRA)                      | 73–72     | Fehéroroszország | Youth Arena, Rio de Janeiro Nézőszám: 2075 Játékvezetők: Ferdinand Pascual (PHI), Tuan Csu (Duan Zhu) (CHN), Vaughan Mayberry (AUS) |
| 2016. augusztus 7. 19:45 (00:45) | (14–22, 20–20, 18–11, 21–19) Jegyzőkönyv |           |                  | Youth Arena, Rio de Janeiro Nézőszám: 2075 Játékvezetők: Ferdinand Pascual (PHI), Tuan Csu (Duan Zhu) (CHN), Vaughan Mayberry (AUS) |
| 2016. augusztus 7. 19:45 (00:45) | Époupa 16                                | Pont      | Lihtarovics 16   | Youth Arena, Rio de Janeiro Nézőszám: 2075 Játékvezetők: Ferdinand Pascual (PHI), Tuan Csu (Duan Zhu) (CHN), Vaughan Mayberry (AUS) |
| 2016. augusztus 7. 19:45 (00:45) | Michel 8                                 | Lepattanó | Levcsanka 13     | Youth Arena, Rio de Janeiro Nézőszám: 2075 Játékvezetők: Ferdinand Pascual (PHI), Tuan Csu (Duan Zhu) (CHN), Vaughan Mayberry (AUS) |
| 2016. augusztus 7. 19:45 (00:45) | Époupa 5                                 | Gólpassz  | Harding 8        | Youth Arena, Rio de Janeiro Nézőszám: 2075 Játékvezetők: Ferdinand Pascual (PHI), Tuan Csu (Duan Zhu) (CHN), Vaughan Mayberry (AUS) |

| 2016. augusztus 8. 17:30 (22:30) | Japán (JPN)                             | 82–66     | Brazília          | Youth Arena, Rio de Janeiro Nézőszám: 2624 Játékvezetők: José Reyes (MEX), Carlos Peruga (ESP),Nadege Zouzou (CIV) |
| 2016. augusztus 8. 17:30 (22:30) | (19–20, 28–13, 26–19, 9–14) Jegyzőkönyv |           |                   | Youth Arena, Rio de Janeiro Nézőszám: 2624 Játékvezetők: José Reyes (MEX), Carlos Peruga (ESP),Nadege Zouzou (CIV) |
| 2016. augusztus 8. 17:30 (22:30) | Tokasiki 23                             | Pont      | Castro Marques 20 | Youth Arena, Rio de Janeiro Nézőszám: 2624 Játékvezetők: José Reyes (MEX), Carlos Peruga (ESP),Nadege Zouzou (CIV) |
| 2016. augusztus 8. 17:30 (22:30) | Tokasiki 9                              | Lepattanó | Dos Santos 16     | Youth Arena, Rio de Janeiro Nézőszám: 2624 Játékvezetők: José Reyes (MEX), Carlos Peruga (ESP),Nadege Zouzou (CIV) |
| 2016. augusztus 8. 17:30 (22:30) | Josida 11                               | Gólpassz  | Pinto 6           | Youth Arena, Rio de Janeiro Nézőszám: 2624 Játékvezetők: José Reyes (MEX), Carlos Peruga (ESP),Nadege Zouzou (CIV) |

| 2016. augusztus 9. 12:15 (17:15) | Ausztrália (AUS)                         | 89–71     | Franciaország | Youth Arena, Rio de Janeiro Nézőszám: 1481 Játékvezetők: Borys Ryzhyk (UKR), Tuan Csu (Duan Zhu) (CHN), Hvang Inthe (Hwang In-tae) (KOR) |
| 2016. augusztus 9. 12:15 (17:15) | (21–19, 25–10, 23–21, 20–21) Jegyzőkönyv |           |               | Youth Arena, Rio de Janeiro Nézőszám: 1481 Játékvezetők: Borys Ryzhyk (UKR), Tuan Csu (Duan Zhu) (CHN), Hvang Inthe (Hwang In-tae) (KOR) |
| 2016. augusztus 9. 12:15 (17:15) | Taylor 31                                | Pont      | Époupa 15     | Youth Arena, Rio de Janeiro Nézőszám: 1481 Játékvezetők: Borys Ryzhyk (UKR), Tuan Csu (Duan Zhu) (CHN), Hvang Inthe (Hwang In-tae) (KOR) |
| 2016. augusztus 9. 12:15 (17:15) | Cambage 7                                | Lepattanó | Époupa 7      | Youth Arena, Rio de Janeiro Nézőszám: 1481 Játékvezetők: Borys Ryzhyk (UKR), Tuan Csu (Duan Zhu) (CHN), Hvang Inthe (Hwang In-tae) (KOR) |
| 2016. augusztus 9. 12:15 (17:15) | Taylor 9                                 | Gólpassz  | Bouderra 4    | Youth Arena, Rio de Janeiro Nézőszám: 1481 Játékvezetők: Borys Ryzhyk (UKR), Tuan Csu (Duan Zhu) (CHN), Hvang Inthe (Hwang In-tae) (KOR) |

| 2016. augusztus 9. 15:30 (20:30) | Brazília (BRA)                           | 63–65     | Fehéroroszország        | Youth Arena, Rio de Janeiro Nézőszám: 2075 Játékvezetők: Sreten Radović (CRO), Natalia Cuello (DOM), Leandro Lezcano (ARG) |
| 2016. augusztus 9. 15:30 (20:30) | (28–16, 12–19, 10–15, 13–15) Jegyzőkönyv |           |                         | Youth Arena, Rio de Janeiro Nézőszám: 2075 Játékvezetők: Sreten Radović (CRO), Natalia Cuello (DOM), Leandro Lezcano (ARG) |
| 2016. augusztus 9. 15:30 (20:30) | Dantas 23                                | Pont      | Troina 18               | Youth Arena, Rio de Janeiro Nézőszám: 2075 Játékvezetők: Sreten Radović (CRO), Natalia Cuello (DOM), Leandro Lezcano (ARG) |
| 2016. augusztus 9. 15:30 (20:30) | Dos Santos 11                            | Lepattanó | Levcsanka,Veramejenka 6 | Youth Arena, Rio de Janeiro Nézőszám: 2075 Játékvezetők: Sreten Radović (CRO), Natalia Cuello (DOM), Leandro Lezcano (ARG) |
| 2016. augusztus 9. 15:30 (20:30) | Pinto 4                                  | Gólpassz  | Harding 6               | Youth Arena, Rio de Janeiro Nézőszám: 2075 Játékvezetők: Sreten Radović (CRO), Natalia Cuello (DOM), Leandro Lezcano (ARG) |

| 2016. augusztus 9. 17:45 (22:45) | Törökország (TUR)                       | 76–62     | Japán       | Youth Arena, Rio de Janeiro Nézőszám: 2624 Játékvezetők: Oļegs Latiševs (LAT), Ferdinand Pascual (PHI), Chanihaz Boussetta (MAR) |
| 2016. augusztus 9. 17:45 (22:45) | (24–9, 14–14, 19–16, 19–23) Jegyzőkönyv |           |             | Youth Arena, Rio de Janeiro Nézőszám: 2624 Játékvezetők: Oļegs Latiševs (LAT), Ferdinand Pascual (PHI), Chanihaz Boussetta (MAR) |
| 2016. augusztus 9. 17:45 (22:45) | Sanders 36                              | Pont      | Tokasiki 13 | Youth Arena, Rio de Janeiro Nézőszám: 2624 Játékvezetők: Oļegs Latiševs (LAT), Ferdinand Pascual (PHI), Chanihaz Boussetta (MAR) |
| 2016. augusztus 9. 17:45 (22:45) | Çağlar 9                                | Lepattanó | Tokasiki 7  | Youth Arena, Rio de Janeiro Nézőszám: 2624 Játékvezetők: Oļegs Latiševs (LAT), Ferdinand Pascual (PHI), Chanihaz Boussetta (MAR) |
| 2016. augusztus 9. 17:45 (22:45) | Alben, Çakır 5                          | Gólpassz  | Josida 7    | Youth Arena, Rio de Janeiro Nézőszám: 2624 Játékvezetők: Oļegs Latiševs (LAT), Ferdinand Pascual (PHI), Chanihaz Boussetta (MAR) |

| 2016. augusztus 11. 12:15 (17:15) | Fehéroroszország (BLR)                   | 71–74     | Törökország | Youth Arena, Rio de Janeiro Nézőszám: 1784 Játékvezetők: Carlos Peruga (ESP), Hvang Inthe (Hwang In-tae) (KOR), Carlos Júlio (ANG) |
| 2016. augusztus 11. 12:15 (17:15) | (19–13, 14–20, 21–24, 17–17) Jegyzőkönyv |           |             | Youth Arena, Rio de Janeiro Nézőszám: 1784 Játékvezetők: Carlos Peruga (ESP), Hvang Inthe (Hwang In-tae) (KOR), Carlos Júlio (ANG) |
| 2016. augusztus 11. 12:15 (17:15) | Harding 17                               | Pont      | Yılmaz 26   | Youth Arena, Rio de Janeiro Nézőszám: 1784 Játékvezetők: Carlos Peruga (ESP), Hvang Inthe (Hwang In-tae) (KOR), Carlos Júlio (ANG) |
| 2016. augusztus 11. 12:15 (17:15) | Levcsanka 10                             | Lepattanó | Sanders 11  | Youth Arena, Rio de Janeiro Nézőszám: 1784 Játékvezetők: Carlos Peruga (ESP), Hvang Inthe (Hwang In-tae) (KOR), Carlos Júlio (ANG) |
| 2016. augusztus 11. 12:15 (17:15) | Veramejenka 7                            | Gólpassz  | Vardarlı 7  | Youth Arena, Rio de Janeiro Nézőszám: 1784 Játékvezetők: Carlos Peruga (ESP), Hvang Inthe (Hwang In-tae) (KOR), Carlos Júlio (ANG) |

| 2016. augusztus 11. 15:30 (20:30) | Franciaország (FRA)                     | 74–64     | Brazília        | Youth Arena, Rio de Janeiro Nézőszám: 3128 Játékvezetők: Juan Carlos García (ESP), Karen Lasuik (CAN), Ferdinand Pascual (PHI) |
| 2016. augusztus 11. 15:30 (20:30) | (20–20, 15–9, 22–19, 17–16) Jegyzőkönyv |           |                 | Youth Arena, Rio de Janeiro Nézőszám: 3128 Játékvezetők: Juan Carlos García (ESP), Karen Lasuik (CAN), Ferdinand Pascual (PHI) |
| 2016. augusztus 11. 15:30 (20:30) | Skrela 18                               | Pont      | Dantas 21       | Youth Arena, Rio de Janeiro Nézőszám: 3128 Játékvezetők: Juan Carlos García (ESP), Karen Lasuik (CAN), Ferdinand Pascual (PHI) |
| 2016. augusztus 11. 15:30 (20:30) | Gruda 10                                | Lepattanó | Dos Santos 10   | Youth Arena, Rio de Janeiro Nézőszám: 3128 Játékvezetők: Juan Carlos García (ESP), Karen Lasuik (CAN), Ferdinand Pascual (PHI) |
| 2016. augusztus 11. 15:30 (20:30) | Époupa 7                                | Gólpassz  | három játékos 5 | Youth Arena, Rio de Janeiro Nézőszám: 3128 Játékvezetők: Juan Carlos García (ESP), Karen Lasuik (CAN), Ferdinand Pascual (PHI) |

| 2016. augusztus 11. 17:45 (22:45) | Japán (JPN)                              | 86–92     | Ausztrália         | Youth Arena, Rio de Janeiro Nézőszám: 3315 Játékvezetők: Anne Panther (GER), Leandro Lezcano (ARG), Ahmed Al-Bulushi (OMA) |
| 2016. augusztus 11. 17:45 (22:45) | (24–23, 26–25, 21–11, 15–33) Jegyzőkönyv |           |                    | Youth Arena, Rio de Janeiro Nézőszám: 3315 Játékvezetők: Anne Panther (GER), Leandro Lezcano (ARG), Ahmed Al-Bulushi (OMA) |
| 2016. augusztus 11. 17:45 (22:45) | Tokasiki 23                              | Pont      | Cambage 37         | Youth Arena, Rio de Janeiro Nézőszám: 3315 Játékvezetők: Anne Panther (GER), Leandro Lezcano (ARG), Ahmed Al-Bulushi (OMA) |
| 2016. augusztus 11. 17:45 (22:45) | Kurihara, Tokasiki 7                     | Lepattanó | Cambage 10         | Youth Arena, Rio de Janeiro Nézőszám: 3315 Játékvezetők: Anne Panther (GER), Leandro Lezcano (ARG), Ahmed Al-Bulushi (OMA) |
| 2016. augusztus 11. 17:45 (22:45) | Josida 11                                | Gólpassz  | Mitchell, Taylor 7 | Youth Arena, Rio de Janeiro Nézőszám: 3315 Játékvezetők: Anne Panther (GER), Leandro Lezcano (ARG), Ahmed Al-Bulushi (OMA) |

| 2016. augusztus 13. 12:15 (17:15) | Ausztrália (AUS)                        | 74–66     | Fehéroroszország         | Youth Arena, Rio de Janeiro Nézőszám: 3081 Játékvezetők: Karen Lasuik (CAN), Tuan Csu (Duan Zhu) (CHN), Nadege Zouzou (CIV) |
| 2016. augusztus 13. 12:15 (17:15) | (22–25, 14–14, 16–20, 22–7) Jegyzőkönyv |           |                          | Youth Arena, Rio de Janeiro Nézőszám: 3081 Játékvezetők: Karen Lasuik (CAN), Tuan Csu (Duan Zhu) (CHN), Nadege Zouzou (CIV) |
| 2016. augusztus 13. 12:15 (17:15) | Cambage 17                              | Pont      | Harding 16               | Youth Arena, Rio de Janeiro Nézőszám: 3081 Játékvezetők: Karen Lasuik (CAN), Tuan Csu (Duan Zhu) (CHN), Nadege Zouzou (CIV) |
| 2016. augusztus 13. 12:15 (17:15) | Cambage 9                               | Lepattanó | Levcsanka 7              | Youth Arena, Rio de Janeiro Nézőszám: 3081 Játékvezetők: Karen Lasuik (CAN), Tuan Csu (Duan Zhu) (CHN), Nadege Zouzou (CIV) |
| 2016. augusztus 13. 12:15 (17:15) | Lavey 6                                 | Gólpassz  | Lihtarovics, Levcsanka 4 | Youth Arena, Rio de Janeiro Nézőszám: 3081 Játékvezetők: Karen Lasuik (CAN), Tuan Csu (Duan Zhu) (CHN), Nadege Zouzou (CIV) |

| 2016. augusztus 13. 15:30 (20:30) | Törökország (TUR)                                   | 79–76 (h. u.) | Brazília      | Youth Arena, Rio de Janeiro Nézőszám: 3075 Játékvezetők: Juan Carlos García (ESP), Hvang Inthe (Hwang In-tae) (KOR), Piotr Pastusiak (POL) |
| 2016. augusztus 13. 15:30 (20:30) | (8–15, 12–21, 21–11, 19–13, 10–10, 9–6) Jegyzőkönyv |               |               | Youth Arena, Rio de Janeiro Nézőszám: 3075 Játékvezetők: Juan Carlos García (ESP), Hvang Inthe (Hwang In-tae) (KOR), Piotr Pastusiak (POL) |
| 2016. augusztus 13. 15:30 (20:30) | Sanders 23                                          | Pont          | Castro 22     | Youth Arena, Rio de Janeiro Nézőszám: 3075 Játékvezetők: Juan Carlos García (ESP), Hvang Inthe (Hwang In-tae) (KOR), Piotr Pastusiak (POL) |
| 2016. augusztus 13. 15:30 (20:30) | Sanders 10                                          | Lepattanó     | Dos Santos 12 | Youth Arena, Rio de Janeiro Nézőszám: 3075 Játékvezetők: Juan Carlos García (ESP), Hvang Inthe (Hwang In-tae) (KOR), Piotr Pastusiak (POL) |
| 2016. augusztus 13. 15:30 (20:30) | Alben 5                                             | Gólpassz      | Castro 8      | Youth Arena, Rio de Janeiro Nézőszám: 3075 Játékvezetők: Juan Carlos García (ESP), Hvang Inthe (Hwang In-tae) (KOR), Piotr Pastusiak (POL) |

| 2016. augusztus 13. 17:45 (22:45) | Japán (JPN)                              | 79–71     | Franciaország       | Youth Arena, Rio de Janeiro Nézőszám: 3351 Játékvezetők: Sreten Radović (CRO), Carlos Peruga (ESP), Carlos Júlio (ANG) |
| 2016. augusztus 13. 17:45 (22:45) | (17–19, 23–13, 23–22, 16–17) Jegyzőkönyv |           |                     | Youth Arena, Rio de Janeiro Nézőszám: 3351 Játékvezetők: Sreten Radović (CRO), Carlos Peruga (ESP), Carlos Júlio (ANG) |
| 2016. augusztus 13. 17:45 (22:45) | Josida 24                                | Pont      | Époupa, Yacoubou 14 | Youth Arena, Rio de Janeiro Nézőszám: 3351 Játékvezetők: Sreten Radović (CRO), Carlos Peruga (ESP), Carlos Júlio (ANG) |
| 2016. augusztus 13. 17:45 (22:45) | Tokasiki 7                               | Lepattanó | Gruda 9             | Youth Arena, Rio de Janeiro Nézőszám: 3351 Játékvezetők: Sreten Radović (CRO), Carlos Peruga (ESP), Carlos Júlio (ANG) |
| 2016. augusztus 13. 17:45 (22:45) | Josida 7                                 | Gólpassz  | Gruda 4             | Youth Arena, Rio de Janeiro Nézőszám: 3351 Játékvezetők: Sreten Radović (CRO), Carlos Peruga (ESP), Carlos Júlio (ANG) |

#### B csoport
| Hely. | Csapat           | M | Gy | V | P+  | P–  | Pk   | P  |
| ----- | ---------------- | - | -- | - | --- | --- | ---- | -- |
| 1.    | Egyesült Államok | 5 | 5  | 0 | 520 | 316 | +204 | 10 |
| 2.    | Spanyolország    | 5 | 4  | 1 | 387 | 333 | +54  | 9  |
| 3.    | Kanada           | 5 | 3  | 2 | 340 | 347 | −7   | 8  |
| 4.    | Szerbia          | 5 | 2  | 3 | 385 | 406 | −21  | 7  |
| 5.    | Kína             | 5 | 1  | 4 | 371 | 428 | −57  | 6  |
| 6.    | Szenegál         | 5 | 0  | 5 | 309 | 482 | −173 | 5  |

| 2016. augusztus 6. 14:15 (19:15) | Kína (CHN)                                         | 68–90     | Kanada     | Youth Arena, Rio de Janeiro Nézőszám: 2314 Játékvezetők: Juan Carlos García (ESP), Carlos Júlio (ANG), Anne Panther (GER) |
| 2016. augusztus 6. 14:15 (19:15) | (9–19, 17–18, 20–23, 22–30) Jegyzőkönyv            |           |            | Youth Arena, Rio de Janeiro Nézőszám: 2314 Játékvezetők: Juan Carlos García (ESP), Carlos Júlio (ANG), Anne Panther (GER) |
| 2016. augusztus 6. 14:15 (19:15) | Cshen N. (Chen N.) 13                              | Pont      | Tatham 20  | Youth Arena, Rio de Janeiro Nézőszám: 2314 Játékvezetők: Juan Carlos García (ESP), Carlos Júlio (ANG), Anne Panther (GER) |
| 2016. augusztus 6. 14:15 (19:15) | Szun Meng-zs. (Sun Mengr.) 5                       | Lepattanó | Gaucher 10 | Youth Arena, Rio de Janeiro Nézőszám: 2314 Játékvezetők: Juan Carlos García (ESP), Carlos Júlio (ANG), Anne Panther (GER) |
| 2016. augusztus 6. 14:15 (19:15) | Csen Hsz. (Chen X.), Szun Meng-hsz. (Sun Mengx.) 3 | Gólpassz  | Gaucher 7  | Youth Arena, Rio de Janeiro Nézőszám: 2314 Játékvezetők: Juan Carlos García (ESP), Carlos Júlio (ANG), Anne Panther (GER) |

| 2016. augusztus 7. 12:00 (17:00) | Egyesült Államok (USA)                  | 121–56    | Szenegál             | Youth Arena, Rio de Janeiro Nézőszám: 2219 Játékvezetők: Cristiano Maranho (BRA), Ahmed Al-Bulushi (OMA), Nadege Zouzou (CIV) |
| 2016. augusztus 7. 12:00 (17:00) | (35–9, 29–12, 30–17, 27–18) Jegyzőkönyv |           |                      | Youth Arena, Rio de Janeiro Nézőszám: 2219 Játékvezetők: Cristiano Maranho (BRA), Ahmed Al-Bulushi (OMA), Nadege Zouzou (CIV) |
| 2016. augusztus 7. 12:00 (17:00) | három játékos 15                        | Pont      | Dieng 10             | Youth Arena, Rio de Janeiro Nézőszám: 2219 Játékvezetők: Cristiano Maranho (BRA), Ahmed Al-Bulushi (OMA), Nadege Zouzou (CIV) |
| 2016. augusztus 7. 12:00 (17:00) | Fowles, Griner 7                        | Lepattanó | Diarra, Ay. Traoré 5 | Youth Arena, Rio de Janeiro Nézőszám: 2219 Játékvezetők: Cristiano Maranho (BRA), Ahmed Al-Bulushi (OMA), Nadege Zouzou (CIV) |
| 2016. augusztus 7. 12:00 (17:00) | Bird 8                                  | Gólpassz  | Dieng 4              | Youth Arena, Rio de Janeiro Nézőszám: 2219 Játékvezetők: Cristiano Maranho (BRA), Ahmed Al-Bulushi (OMA), Nadege Zouzou (CIV) |

| 2016. augusztus 7. 14:15 (19:15) | Szerbia (SRB)                            | 59–65     | Spanyolország    | Youth Arena, Rio de Janeiro Nézőszám: 2654 Játékvezetők: Roberto Vázquez (PUR), Natalia Cuello (DOM), Piotr Pastusiak (POL) |
| 2016. augusztus 7. 14:15 (19:15) | (18–19, 13–12, 13–15, 15–19) Jegyzőkönyv |           |                  | Youth Arena, Rio de Janeiro Nézőszám: 2654 Játékvezetők: Roberto Vázquez (PUR), Natalia Cuello (DOM), Piotr Pastusiak (POL) |
| 2016. augusztus 7. 14:15 (19:15) | Milovanović 17                           | Pont      | Xargay 15        | Youth Arena, Rio de Janeiro Nézőszám: 2654 Játékvezetők: Roberto Vázquez (PUR), Natalia Cuello (DOM), Piotr Pastusiak (POL) |
| 2016. augusztus 7. 14:15 (19:15) | Petrović 8                               | Lepattanó | Ndour 12         | Youth Arena, Rio de Janeiro Nézőszám: 2654 Játékvezetők: Roberto Vázquez (PUR), Natalia Cuello (DOM), Piotr Pastusiak (POL) |
| 2016. augusztus 7. 14:15 (19:15) | A. Dabović 4                             | Gólpassz  | Palau, Torrens 5 | Youth Arena, Rio de Janeiro Nézőszám: 2654 Játékvezetők: Roberto Vázquez (PUR), Natalia Cuello (DOM), Piotr Pastusiak (POL) |

| 2016. augusztus 8. 12:00 (17:00) | Spanyolország (ESP)                      | 63–103    | Egyesült Államok | Youth Arena, Rio de Janeiro Nézőszám: 2073 Játékvezetők: Christos Christodoulou (GRE), Sreten Radović (CRO), Ahmed Al-Bulushi (OMA) |
| 2016. augusztus 8. 12:00 (17:00) | (14–29, 23–25, 14–20, 12–29) Jegyzőkönyv |           |                  | Youth Arena, Rio de Janeiro Nézőszám: 2073 Játékvezetők: Christos Christodoulou (GRE), Sreten Radović (CRO), Ahmed Al-Bulushi (OMA) |
| 2016. augusztus 8. 12:00 (17:00) | Torrens 20                               | Pont      | Taurasi 13       | Youth Arena, Rio de Janeiro Nézőszám: 2073 Játékvezetők: Christos Christodoulou (GRE), Sreten Radović (CRO), Ahmed Al-Bulushi (OMA) |
| 2016. augusztus 8. 12:00 (17:00) | Ndour 8                                  | Lepattanó | Charles 6        | Youth Arena, Rio de Janeiro Nézőszám: 2073 Játékvezetők: Christos Christodoulou (GRE), Sreten Radović (CRO), Ahmed Al-Bulushi (OMA) |
| 2016. augusztus 8. 12:00 (17:00) | Domínguez 3                              | Gólpassz  | Bird, Charles 5  | Youth Arena, Rio de Janeiro Nézőszám: 2073 Játékvezetők: Christos Christodoulou (GRE), Sreten Radović (CRO), Ahmed Al-Bulushi (OMA) |

| 2016. augusztus 8. 14:15 (19:15) | Kanada (CAN)                             | 71–67     | Szerbia        | Youth Arena, Rio de Janeiro Nézőszám: 2377 Játékvezetők: Robert Lottermoser (GER), Vaughan Mayberry (AUS), Hvang Inthe (Hwang In-tae) (KOR) |
| 2016. augusztus 8. 14:15 (19:15) | (21–21, 11–19, 13–17, 26–10) Jegyzőkönyv |           |                | Youth Arena, Rio de Janeiro Nézőszám: 2377 Játékvezetők: Robert Lottermoser (GER), Vaughan Mayberry (AUS), Hvang Inthe (Hwang In-tae) (KOR) |
| 2016. augusztus 8. 14:15 (19:15) | Nurse 25                                 | Pont      | Milovanović 19 | Youth Arena, Rio de Janeiro Nézőszám: 2377 Játékvezetők: Robert Lottermoser (GER), Vaughan Mayberry (AUS), Hvang Inthe (Hwang In-tae) (KOR) |
| 2016. augusztus 8. 14:15 (19:15) | Raincock-Ekunwe 9                        | Lepattanó | Page 6         | Youth Arena, Rio de Janeiro Nézőszám: 2377 Játékvezetők: Robert Lottermoser (GER), Vaughan Mayberry (AUS), Hvang Inthe (Hwang In-tae) (KOR) |
| 2016. augusztus 8. 14:15 (19:15) | Langolis, Nurse 5                        | Gólpassz  | A. Dabović 5   | Youth Arena, Rio de Janeiro Nézőszám: 2377 Játékvezetők: Robert Lottermoser (GER), Vaughan Mayberry (AUS), Hvang Inthe (Hwang In-tae) (KOR) |

| 2016. augusztus 8. 19:45 (00:45) | Szenegál (SEN)                           | 64–101    | Kína                                      | Youth Arena, Rio de Janeiro Nézőszám: 2907 Játékvezetők: Karen Lasuik (CAN), Carlos Júlio (ANG), Chahinaz Boussetta (MAR) |
| 2016. augusztus 8. 19:45 (00:45) | (21–26, 17–21, 15–26, 11–28) Jegyzőkönyv |           |                                           | Youth Arena, Rio de Janeiro Nézőszám: 2907 Játékvezetők: Karen Lasuik (CAN), Carlos Júlio (ANG), Chahinaz Boussetta (MAR) |
| 2016. augusztus 8. 19:45 (00:45) | As. Traoré 16                            | Pont      | Sao (Shao), Szun Meng-zs. (Sun Mengr.) 17 | Youth Arena, Rio de Janeiro Nézőszám: 2907 Játékvezetők: Karen Lasuik (CAN), Carlos Júlio (ANG), Chahinaz Boussetta (MAR) |
| 2016. augusztus 8. 19:45 (00:45) | Diarra 8                                 | Lepattanó | Lu 7                                      | Youth Arena, Rio de Janeiro Nézőszám: 2907 Játékvezetők: Karen Lasuik (CAN), Carlos Júlio (ANG), Chahinaz Boussetta (MAR) |
| 2016. augusztus 8. 19:45 (00:45) | Dieng 4                                  | Gólpassz  | Csao (Zhao) 6                             | Youth Arena, Rio de Janeiro Nézőszám: 2907 Játékvezetők: Karen Lasuik (CAN), Carlos Júlio (ANG), Chahinaz Boussetta (MAR) |

| 2016. augusztus 10. 12:15 (17:15) | Kína (CHN)                              | 68–89     | Spanyolország | Youth Arena, Rio de Janeiro Nézőszám: 1230 Játékvezetők: Eddie Viator (FRA), Leandro Lezcano (ARG), Natalia Cuello (DOM) |
| 2016. augusztus 10. 12:15 (17:15) | (18–14, 20–27, 21–23, 9–25) Jegyzőkönyv |           |               | Youth Arena, Rio de Janeiro Nézőszám: 1230 Játékvezetők: Eddie Viator (FRA), Leandro Lezcano (ARG), Natalia Cuello (DOM) |
| 2016. augusztus 10. 12:15 (17:15) | Sao (Shao) 14                           | Pont      | Torrens 32    | Youth Arena, Rio de Janeiro Nézőszám: 1230 Játékvezetők: Eddie Viator (FRA), Leandro Lezcano (ARG), Natalia Cuello (DOM) |
| 2016. augusztus 10. 12:15 (17:15) | Szun Meng-zs. (Sun Mengr.) 8            | Lepattanó | Nicholls 10   | Youth Arena, Rio de Janeiro Nézőszám: 1230 Játékvezetők: Eddie Viator (FRA), Leandro Lezcano (ARG), Natalia Cuello (DOM) |
| 2016. augusztus 10. 12:15 (17:15) | Csen Hsz. (Chen X.) 6                   | Gólpassz  | Palau 7       | Youth Arena, Rio de Janeiro Nézőszám: 1230 Játékvezetők: Eddie Viator (FRA), Leandro Lezcano (ARG), Natalia Cuello (DOM) |

| 2016. augusztus 10. 15:30 (20:30) | Egyesült Államok (USA)                   | 110–84    | Szerbia                  | Youth Arena, Rio de Janeiro Nézőszám: 2490 Játékvezetők: Piotr Pastusiak (POL), Scott Beker (AUS), Nadege Zouzou (CIV) |
| 2016. augusztus 10. 15:30 (20:30) | (31–21, 25–13, 28–27, 26–23) Jegyzőkönyv |           |                          | Youth Arena, Rio de Janeiro Nézőszám: 2490 Játékvezetők: Piotr Pastusiak (POL), Scott Beker (AUS), Nadege Zouzou (CIV) |
| 2016. augusztus 10. 15:30 (20:30) | Taurasi 25                               | Pont      | három játékos 15         | Youth Arena, Rio de Janeiro Nézőszám: 2490 Játékvezetők: Piotr Pastusiak (POL), Scott Beker (AUS), Nadege Zouzou (CIV) |
| 2016. augusztus 10. 15:30 (20:30) | Charles 8                                | Lepattanó | A. Dabović 5             | Youth Arena, Rio de Janeiro Nézőszám: 2490 Játékvezetők: Piotr Pastusiak (POL), Scott Beker (AUS), Nadege Zouzou (CIV) |
| 2016. augusztus 10. 15:30 (20:30) | Taurasi 6                                | Gólpassz  | A. Dabović, M. Dabović 4 | Youth Arena, Rio de Janeiro Nézőszám: 2490 Játékvezetők: Piotr Pastusiak (POL), Scott Beker (AUS), Nadege Zouzou (CIV) |

| 2016. augusztus 10. 17:45 (22:45) | Szenegál (SEN)                           | 58–68     | Kanada     | Youth Arena, Rio de Janeiro Nézőszám: 2640 Játékvezetők: Anne Panther (GER), Carlos Júlio (ANG), Ahmed Al-Bulushi (OMA) |
| 2016. augusztus 10. 17:45 (22:45) | (10–17, 14–16, 17–22, 17–13) Jegyzőkönyv |           |            | Youth Arena, Rio de Janeiro Nézőszám: 2640 Játékvezetők: Anne Panther (GER), Carlos Júlio (ANG), Ahmed Al-Bulushi (OMA) |
| 2016. augusztus 10. 17:45 (22:45) | Traore 24                                | Pont      | Nurse 14   | Youth Arena, Rio de Janeiro Nézőszám: 2640 Játékvezetők: Anne Panther (GER), Carlos Júlio (ANG), Ahmed Al-Bulushi (OMA) |
| 2016. augusztus 10. 17:45 (22:45) | Diarra 9                                 | Lepattanó | Tatham 10  | Youth Arena, Rio de Janeiro Nézőszám: 2640 Játékvezetők: Anne Panther (GER), Carlos Júlio (ANG), Ahmed Al-Bulushi (OMA) |
| 2016. augusztus 10. 17:45 (22:45) | Diémé 6                                  | Gólpassz  | Langolis 6 | Youth Arena, Rio de Janeiro Nézőszám: 2640 Játékvezetők: Anne Panther (GER), Carlos Júlio (ANG), Ahmed Al-Bulushi (OMA) |

| 2016. augusztus 12. 12:15 (17:15) | Szerbia (SRB)                           | 80–72     | Kína                                | Youth Arena, Rio de Janeiro Nézőszám: 2219 Játékvezetők: Christos Christodoulou (GRE), Natalia Cuello (DOM), Nadege Zouzou (CIV) |
| 2016. augusztus 12. 12:15 (17:15) | (24–14, 16–20, 26–9, 14–29) Jegyzőkönyv |           |                                     | Youth Arena, Rio de Janeiro Nézőszám: 2219 Játékvezetők: Christos Christodoulou (GRE), Natalia Cuello (DOM), Nadege Zouzou (CIV) |
| 2016. augusztus 12. 12:15 (17:15) | A. Dabović 23                           | Pont      | Szun Meng-zs. (Sun Mengr.) 16       | Youth Arena, Rio de Janeiro Nézőszám: 2219 Játékvezetők: Christos Christodoulou (GRE), Natalia Cuello (DOM), Nadege Zouzou (CIV) |
| 2016. augusztus 12. 12:15 (17:15) | Page, Petrović 8                        | Lepattanó | Huang, Szun Meng-zs. (Sun Mengr.) 7 | Youth Arena, Rio de Janeiro Nézőszám: 2219 Játékvezetők: Christos Christodoulou (GRE), Natalia Cuello (DOM), Nadege Zouzou (CIV) |
| 2016. augusztus 12. 12:15 (17:15) | Petrović 6                              | Gólpassz  | három játékos 3                     | Youth Arena, Rio de Janeiro Nézőszám: 2219 Játékvezetők: Christos Christodoulou (GRE), Natalia Cuello (DOM), Nadege Zouzou (CIV) |

| 2016. augusztus 12. 15:30 (20:30) | Kanada (CAN)                            | 51–81     | Egyesült Államok  | Youth Arena, Rio de Janeiro Nézőszám: 3138 Játékvezetők: Eddie Viator (FRA), Vaughan Mayberry (AUS), Ahmed Al-Bulushi (OMA) |
| 2016. augusztus 12. 15:30 (20:30) | (16–18, 6–18, 14–24, 15–21) Jegyzőkönyv |           |                   | Youth Arena, Rio de Janeiro Nézőszám: 3138 Játékvezetők: Eddie Viator (FRA), Vaughan Mayberry (AUS), Ahmed Al-Bulushi (OMA) |
| 2016. augusztus 12. 15:30 (20:30) | Ayim 8                                  | Pont      | Moore, Taurasi 12 | Youth Arena, Rio de Janeiro Nézőszám: 3138 Játékvezetők: Eddie Viator (FRA), Vaughan Mayberry (AUS), Ahmed Al-Bulushi (OMA) |
| 2016. augusztus 12. 15:30 (20:30) | Raincock-Ekunwe 8                       | Lepattanó | Moore 8           | Youth Arena, Rio de Janeiro Nézőszám: 3138 Játékvezetők: Eddie Viator (FRA), Vaughan Mayberry (AUS), Ahmed Al-Bulushi (OMA) |
| 2016. augusztus 12. 15:30 (20:30) | Langlois, Tatham 3                      | Gólpassz  | Bird 9            | Youth Arena, Rio de Janeiro Nézőszám: 3138 Játékvezetők: Eddie Viator (FRA), Vaughan Mayberry (AUS), Ahmed Al-Bulushi (OMA) |

| 2016. augusztus 12. 17:45 (22:45) | Spanyolország (ESP)                     | 97–43     | Szenegál        | Youth Arena, Rio de Janeiro Nézőszám: 3329 Játékvezetők: Scott Beker (AUS), Leandro Lezcano (ARG), Chahinaz Boussetta (MAR) |
| 2016. augusztus 12. 17:45 (22:45) | (26–11, 20–8, 25–13, 26–11) Jegyzőkönyv |           |                 | Youth Arena, Rio de Janeiro Nézőszám: 3329 Játékvezetők: Scott Beker (AUS), Leandro Lezcano (ARG), Chahinaz Boussetta (MAR) |
| 2016. augusztus 12. 17:45 (22:45) | Torrens 14                              | Pont      | Sy 16           | Youth Arena, Rio de Janeiro Nézőszám: 3329 Játékvezetők: Scott Beker (AUS), Leandro Lezcano (ARG), Chahinaz Boussetta (MAR) |
| 2016. augusztus 12. 17:45 (22:45) | Nicholls 7                              | Lepattanó | Diarra 6        | Youth Arena, Rio de Janeiro Nézőszám: 3329 Játékvezetők: Scott Beker (AUS), Leandro Lezcano (ARG), Chahinaz Boussetta (MAR) |
| 2016. augusztus 12. 17:45 (22:45) | négy játékos 5                          | Gólpassz  | három játékos 2 | Youth Arena, Rio de Janeiro Nézőszám: 3329 Játékvezetők: Scott Beker (AUS), Leandro Lezcano (ARG), Chahinaz Boussetta (MAR) |

| 2016. augusztus 14. 12:15 (17:15) | Kína (CHN)                              | 62–105    | Egyesült Államok   | Youth Arena, Rio de Janeiro Nézőszám: 2957 Játékvezetők: Ferdinand Pascual (PHI), Robert Lottermoser (GER), Chahinaz Boussetta (MAR) |
| 2016. augusztus 14. 12:15 (17:15) | (9–32, 17–28, 14–18, 22–27) Jegyzőkönyv |           |                    | Youth Arena, Rio de Janeiro Nézőszám: 2957 Játékvezetők: Ferdinand Pascual (PHI), Robert Lottermoser (GER), Chahinaz Boussetta (MAR) |
| 2016. augusztus 14. 12:15 (17:15) | Szun Meng-zs. (Sun Mengr.) 16           | Pont      | Charles, Griner 18 | Youth Arena, Rio de Janeiro Nézőszám: 2957 Játékvezetők: Ferdinand Pascual (PHI), Robert Lottermoser (GER), Chahinaz Boussetta (MAR) |
| 2016. augusztus 14. 12:15 (17:15) | Csen Hsz. (Chen X.) 6                   | Lepattanó | Griner 13          | Youth Arena, Rio de Janeiro Nézőszám: 2957 Játékvezetők: Ferdinand Pascual (PHI), Robert Lottermoser (GER), Chahinaz Boussetta (MAR) |
| 2016. augusztus 14. 12:15 (17:15) | Csen Hsz. (Chen X.) 6                   | Gólpassz  | Moore 8            | Youth Arena, Rio de Janeiro Nézőszám: 2957 Játékvezetők: Ferdinand Pascual (PHI), Robert Lottermoser (GER), Chahinaz Boussetta (MAR) |

| 2016. augusztus 14. 15:30 (20:30) | Szenegál (SEN)                           | 88–95     | Szerbia      | Youth Arena, Rio de Janeiro Nézőszám: 3113 Játékvezetők: Eddie Viator (FRA), Piotr Pastusiak (POL), Hvang Inthe (Hwang In-tae) (KOR) |
| 2016. augusztus 14. 15:30 (20:30) | (15–27, 28–28, 23–21, 22–19) Jegyzőkönyv |           |              | Youth Arena, Rio de Janeiro Nézőszám: 3113 Játékvezetők: Eddie Viator (FRA), Piotr Pastusiak (POL), Hvang Inthe (Hwang In-tae) (KOR) |
| 2016. augusztus 14. 15:30 (20:30) | As. Traoré 30                            | Pont      | Petrović 20  | Youth Arena, Rio de Janeiro Nézőszám: 3113 Játékvezetők: Eddie Viator (FRA), Piotr Pastusiak (POL), Hvang Inthe (Hwang In-tae) (KOR) |
| 2016. augusztus 14. 15:30 (20:30) | As. Traoré 8                             | Lepattanó | Page 8       | Youth Arena, Rio de Janeiro Nézőszám: 3113 Játékvezetők: Eddie Viator (FRA), Piotr Pastusiak (POL), Hvang Inthe (Hwang In-tae) (KOR) |
| 2016. augusztus 14. 15:30 (20:30) | Diouf 8                                  | Gólpassz  | A. Dabović 8 | Youth Arena, Rio de Janeiro Nézőszám: 3113 Játékvezetők: Eddie Viator (FRA), Piotr Pastusiak (POL), Hvang Inthe (Hwang In-tae) (KOR) |

| 2016. augusztus 14. 17:45 (22:45) | Spanyolország (ESP)                      | 73–60     | Kanada                     | Youth Arena, Rio de Janeiro Nézőszám: 3026 Játékvezetők: Cristiano Maranho (BRA), Vaughan Mayberry (AUS), Natalia Cuello (DOM) |
| 2016. augusztus 14. 17:45 (22:45) | (17–16, 16–13, 16–18, 24–13) Jegyzőkönyv |           |                            | Youth Arena, Rio de Janeiro Nézőszám: 3026 Játékvezetők: Cristiano Maranho (BRA), Vaughan Mayberry (AUS), Natalia Cuello (DOM) |
| 2016. augusztus 14. 17:45 (22:45) | Torrens 20                               | Pont      | Fields 13                  | Youth Arena, Rio de Janeiro Nézőszám: 3026 Játékvezetők: Cristiano Maranho (BRA), Vaughan Mayberry (AUS), Natalia Cuello (DOM) |
| 2016. augusztus 14. 17:45 (22:45) | Nicholls 12                              | Lepattanó | Achonwa, Raincock-Ekunwe 7 | Youth Arena, Rio de Janeiro Nézőszám: 3026 Játékvezetők: Cristiano Maranho (BRA), Vaughan Mayberry (AUS), Natalia Cuello (DOM) |
| 2016. augusztus 14. 17:45 (22:45) | Palau 6                                  | Gólpassz  | három játékos 2            | Youth Arena, Rio de Janeiro Nézőszám: 3026 Játékvezetők: Cristiano Maranho (BRA), Vaughan Mayberry (AUS), Natalia Cuello (DOM) |

### Egyenes kieséses szakasz
|  |               |                        |                        |                        |    |                        |                        |                     |                     |               |               |       |       |
|  | Negyeddöntők  | Negyeddöntők           | Negyeddöntők           |                        |    | Elődöntők              | Elődöntők              | Elődöntők           |                     |               | Döntő         | Döntő | Döntő |
|  | Negyeddöntők  | Negyeddöntők           | Negyeddöntők           |                        |    | Elődöntők              | Elődöntők              | Elődöntők           |                     |               | Döntő         | Döntő | Döntő |
|  | augusztus 16. |                        |                        |                        |    |                        |                        |                     |                     |               |               |       |       |
|  |               |                        |                        |                        |    |                        |                        |                     |                     |               |               |       |       |
|  | A2            | Franciaország (FRA)    | 68                     |                        |    |                        |                        |                     |                     |               |               |       |       |
|  | A2            | Franciaország (FRA)    | 68                     | augusztus 18.          |    |                        |                        |                     |                     |               |               |       |       |
|  | B3            | Kanada (CAN)           | 63                     |                        |    |                        |                        |                     |                     |               |               |       |       |
|  | B3            | Kanada (CAN)           | 63                     |                        |    | Franciaország (FRA)    | Franciaország (FRA)    | 67                  |                     |               |               |       |       |
|  | augusztus 16. |                        |                        |                        |    | Franciaország (FRA)    | Franciaország (FRA)    | 67                  |                     |               |               |       |       |
|  |               |                        | Egyesült Államok (USA) | Egyesült Államok (USA) | 86 |                        |                        |                     |                     |               |               |       |       |
|  | B1            | Egyesült Államok (USA) | Egyesült Államok (USA) | Egyesült Államok (USA) | 86 | 110                    |                        |                     |                     |               |               |       |       |
|  | B1            | Egyesült Államok (USA) |                        |                        |    | 110                    | augusztus 20.          |                     |                     |               |               |       |       |
|  | A4            | Japán (JPN)            | 64                     |                        |    |                        |                        |                     |                     |               |               |       |       |
|  | A4            | Japán (JPN)            | 64                     |                        |    | Egyesült Államok (USA) | Egyesült Államok (USA) | 101                 |                     |               |               |       |       |
|  | augusztus 16. |                        |                        |                        |    | Egyesült Államok (USA) | Egyesült Államok (USA) | 101                 |                     |               |               |       |       |
|  |               |                        | Spanyolország (ESP)    | Spanyolország (ESP)    | 72 |                        |                        |                     |                     |               |               |       |       |
|  | B2            | Spanyolország (ESP)    | Spanyolország (ESP)    | Spanyolország (ESP)    | 72 | 64                     |                        |                     |                     |               |               |       |       |
|  | B2            | Spanyolország (ESP)    | augusztus 18.          |                        |    | 64                     |                        |                     |                     |               |               |       |       |
|  | A3            | Törökország (TUR)      | 62                     |                        |    |                        |                        |                     |                     |               |               |       |       |
|  | A3            | Törökország (TUR)      | 62                     |                        |    | Spanyolország (ESP)    | Spanyolország (ESP)    | 68                  | Bronzmérkőzés       | Bronzmérkőzés | Bronzmérkőzés |       |       |
|  | augusztus 16. |                        |                        |                        |    | Spanyolország (ESP)    | Spanyolország (ESP)    | 68                  | Bronzmérkőzés       | Bronzmérkőzés | Bronzmérkőzés |       |       |
|  |               |                        | Szerbia (SRB)          | Szerbia (SRB)          | 54 |                        |                        | augusztus 20.       | augusztus 20.       | augusztus 20. |               |       |       |
|  | A1            | Ausztrália (AUS)       | Szerbia (SRB)          | Szerbia (SRB)          | 54 | 71                     |                        | augusztus 20.       | augusztus 20.       | augusztus 20. |               |       |       |
|  | A1            | Ausztrália (AUS)       |                        |                        |    |                        |                        | Franciaország (FRA) | Franciaország (FRA) | 63            |               |       |       |
|  | B4            | Szerbia (SRB)          | 73                     |                        |    |                        |                        | Franciaország (FRA) | Franciaország (FRA) | 63            |               |       |       |
|  | B4            | Szerbia (SRB)          | 73                     |                        |    | Szerbia (SRB)          | Szerbia (SRB)          | 70                  |                     |               |               |       |       |
|  |               |                        |                        |                        |    | Szerbia (SRB)          | Szerbia (SRB)          | 70                  |                     |               |               |       |       |

#### Negyeddöntők
| 2016. augusztus 16. 11:00 (16:00) | Ausztrália (AUS)                         | 71–73     | Szerbia        | Carioca Arena 1, Rio de Janeiro Nézőszám: 5630 Játékvezetők: Eddie Viator (FRA), Karen Lasuik (CAN), Natalia Cuello (DOM) |
| 2016. augusztus 16. 11:00 (16:00) | (20–20, 17–15, 15–16, 19–22) Jegyzőkönyv |           |                | Carioca Arena 1, Rio de Janeiro Nézőszám: 5630 Játékvezetők: Eddie Viator (FRA), Karen Lasuik (CAN), Natalia Cuello (DOM) |
| 2016. augusztus 16. 11:00 (16:00) | Cambage 29                               | Pont      | A. Dabović 24  | Carioca Arena 1, Rio de Janeiro Nézőszám: 5630 Játékvezetők: Eddie Viator (FRA), Karen Lasuik (CAN), Natalia Cuello (DOM) |
| 2016. augusztus 16. 11:00 (16:00) | Cambage 11                               | Lepattanó | négy játékos 4 | Carioca Arena 1, Rio de Janeiro Nézőszám: 5630 Játékvezetők: Eddie Viator (FRA), Karen Lasuik (CAN), Natalia Cuello (DOM) |
| 2016. augusztus 16. 11:00 (16:00) | Taylor 9                                 | Gólpassz  | Petrović 5     | Carioca Arena 1, Rio de Janeiro Nézőszám: 5630 Játékvezetők: Eddie Viator (FRA), Karen Lasuik (CAN), Natalia Cuello (DOM) |

| 2016. augusztus 16. 14:30 (19:30) | Spanyolország (ESP)                     | 64–62     | Törökország | Carioca Arena 1, Rio de Janeiro Játékvezetők: Cristiano Maranho (BRA), Anne Panther (GER), Leandro Lezcano (ARG) |
| 2016. augusztus 16. 14:30 (19:30) | (12–17, 17–8, 13–22, 22–15) Jegyzőkönyv |           |             | Carioca Arena 1, Rio de Janeiro Játékvezetők: Cristiano Maranho (BRA), Anne Panther (GER), Leandro Lezcano (ARG) |
| 2016. augusztus 16. 14:30 (19:30) | Cruz 14                                 | Pont      | Sanders 22  | Carioca Arena 1, Rio de Janeiro Játékvezetők: Cristiano Maranho (BRA), Anne Panther (GER), Leandro Lezcano (ARG) |
| 2016. augusztus 16. 14:30 (19:30) | Torrens 11                              | Lepattanó | Sanders 10  | Carioca Arena 1, Rio de Janeiro Játékvezetők: Cristiano Maranho (BRA), Anne Panther (GER), Leandro Lezcano (ARG) |
| 2016. augusztus 16. 14:30 (19:30) | Cruz 6                                  | Gólpassz  | Alben 6     | Carioca Arena 1, Rio de Janeiro Játékvezetők: Cristiano Maranho (BRA), Anne Panther (GER), Leandro Lezcano (ARG) |

| 2016. augusztus 16. 18:45 (23:45) | Egyesült Államok (USA)                  | 110–64    | Japán          | Carioca Arena 1, Rio de Janeiro Játékvezetők: Carlos Peruga (ESP), Tuan Csu (Duan Zhu) (CHN), Carlos Júlio (ANG) |
| 2016. augusztus 16. 18:45 (23:45) | (30–23, 26–23, 25–13, 29–5) Jegyzőkönyv |           |                | Carioca Arena 1, Rio de Janeiro Játékvezetők: Carlos Peruga (ESP), Tuan Csu (Duan Zhu) (CHN), Carlos Júlio (ANG) |
| 2016. augusztus 16. 18:45 (23:45) | Moore, Taurasi 19                       | Pont      | Tokasiki 14    | Carioca Arena 1, Rio de Janeiro Játékvezetők: Carlos Peruga (ESP), Tuan Csu (Duan Zhu) (CHN), Carlos Júlio (ANG) |
| 2016. augusztus 16. 18:45 (23:45) | Griner 7                                | Lepattanó | négy játékos 3 | Carioca Arena 1, Rio de Janeiro Játékvezetők: Carlos Peruga (ESP), Tuan Csu (Duan Zhu) (CHN), Carlos Júlio (ANG) |
| 2016. augusztus 16. 18:45 (23:45) | Charles 5                               | Gólpassz  | Josida 8       | Carioca Arena 1, Rio de Janeiro Játékvezetők: Carlos Peruga (ESP), Tuan Csu (Duan Zhu) (CHN), Carlos Júlio (ANG) |

| 2016. augusztus 16. 22:15 (3:15) | Franciaország (FRA)                      | 68–63     | Kanada          | Carioca Arena 1, Rio de Janeiro Játékvezetők: Sreten Radović (CRO) Vaughan Mayberry (AUS) Hvang Inthe (Hwang In-tae) (KOR) |
| 2016. augusztus 16. 22:15 (3:15) | (16–25, 16–12, 18–13, 18–13) Jegyzőkönyv |           |                 | Carioca Arena 1, Rio de Janeiro Játékvezetők: Sreten Radović (CRO) Vaughan Mayberry (AUS) Hvang Inthe (Hwang In-tae) (KOR) |
| 2016. augusztus 16. 22:15 (3:15) | Gruda 14                                 | Pont      | Gaucher 15      | Carioca Arena 1, Rio de Janeiro Játékvezetők: Sreten Radović (CRO) Vaughan Mayberry (AUS) Hvang Inthe (Hwang In-tae) (KOR) |
| 2016. augusztus 16. 22:15 (3:15) | Gruda 10                                 | Lepattanó | három játékos 5 | Carioca Arena 1, Rio de Janeiro Játékvezetők: Sreten Radović (CRO) Vaughan Mayberry (AUS) Hvang Inthe (Hwang In-tae) (KOR) |
| 2016. augusztus 16. 22:15 (3:15) | Époupa 6                                 | Gólpassz  | Tatham 4        | Carioca Arena 1, Rio de Janeiro Játékvezetők: Sreten Radović (CRO) Vaughan Mayberry (AUS) Hvang Inthe (Hwang In-tae) (KOR) |

#### Elődöntők
| 2016. augusztus 18. 15:00 (20:00) | Spanyolország (ESP)                     | 68–54     | Szerbia           | Carioca Arena 1, Rio de Janeiro Játékvezetők: Damir Javor (SLO), Scott Beker (AUS), Anne Panther (GER) |
| 2016. augusztus 18. 15:00 (20:00) | (20–9, 13–19, 20–10, 15–16) Jegyzőkönyv |           |                   | Carioca Arena 1, Rio de Janeiro Játékvezetők: Damir Javor (SLO), Scott Beker (AUS), Anne Panther (GER) |
| 2016. augusztus 18. 15:00 (20:00) | Torrens, Ndour 14                       | Pont      | Petrović, Čađo 12 | Carioca Arena 1, Rio de Janeiro Játékvezetők: Damir Javor (SLO), Scott Beker (AUS), Anne Panther (GER) |
| 2016. augusztus 18. 15:00 (20:00) | Nicholls 12                             | Lepattanó | Petrović, Page 7  | Carioca Arena 1, Rio de Janeiro Játékvezetők: Damir Javor (SLO), Scott Beker (AUS), Anne Panther (GER) |
| 2016. augusztus 18. 15:00 (20:00) | Palau 7                                 | Gólpassz  | Butulija 3        | Carioca Arena 1, Rio de Janeiro Játékvezetők: Damir Javor (SLO), Scott Beker (AUS), Anne Panther (GER) |

| 2016. augusztus 18. 19:00 (0:00) | Franciaország (FRA)                     | 67–86     | Egyesült Államok | Carioca Arena 1, Rio de Janeiro Játékvezetők: Ferdinand Pascual (PHI), Karen Lasuik (CAN), Tuan Csu (Duan Zhu) (CHN) |
| 2016. augusztus 18. 19:00 (0:00) | (15–19, 21–21, 8–25, 23–21) Jegyzőkönyv |           |                  | Carioca Arena 1, Rio de Janeiro Játékvezetők: Ferdinand Pascual (PHI), Karen Lasuik (CAN), Tuan Csu (Duan Zhu) (CHN) |
| 2016. augusztus 18. 19:00 (0:00) | Yacoubou 14                             | Pont      | Taurasi 18       | Carioca Arena 1, Rio de Janeiro Játékvezetők: Ferdinand Pascual (PHI), Karen Lasuik (CAN), Tuan Csu (Duan Zhu) (CHN) |
| 2016. augusztus 18. 19:00 (0:00) | Gruda 6                                 | Lepattanó | Fowles 9         | Carioca Arena 1, Rio de Janeiro Játékvezetők: Ferdinand Pascual (PHI), Karen Lasuik (CAN), Tuan Csu (Duan Zhu) (CHN) |
| 2016. augusztus 18. 19:00 (0:00) | Michel 3                                | Gólpassz  | Taurasi 4        | Carioca Arena 1, Rio de Janeiro Játékvezetők: Ferdinand Pascual (PHI), Karen Lasuik (CAN), Tuan Csu (Duan Zhu) (CHN) |

#### Bronzmérkőzés
| 2016. augusztus 20. 11:30 (16:30) | Franciaország (FRA)                     | 63–70     | Szerbia        | Carioca Arena 1, Rio de Janeiro Játékvezetők: Carlos Peruga (ESP), Anne Panther (GER), Natalia Cuello (DOM) |
| 2016. augusztus 20. 11:30 (16:30) | (10–18, 17–9, 15–28, 21–15) Jegyzőkönyv |           |                | Carioca Arena 1, Rio de Janeiro Játékvezetők: Carlos Peruga (ESP), Anne Panther (GER), Natalia Cuello (DOM) |
| 2016. augusztus 20. 11:30 (16:30) | Miyem 18                                | Pont      | Milovanović 18 | Carioca Arena 1, Rio de Janeiro Játékvezetők: Carlos Peruga (ESP), Anne Panther (GER), Natalia Cuello (DOM) |
| 2016. augusztus 20. 11:30 (16:30) | Yacoubou 10                             | Lepattanó | Page 8         | Carioca Arena 1, Rio de Janeiro Játékvezetők: Carlos Peruga (ESP), Anne Panther (GER), Natalia Cuello (DOM) |
| 2016. augusztus 20. 11:30 (16:30) | Époupa 4                                | Gólpassz  | A. Dabović 5   | Carioca Arena 1, Rio de Janeiro Játékvezetők: Carlos Peruga (ESP), Anne Panther (GER), Natalia Cuello (DOM) |

#### Döntő
| 2016. augusztus 20. 15:30 (20:30) | Egyesült Államok (USA)                   | 101–72    | Spanyolország    | Carioca Arena 1, Rio de Janeiro Játékvezetők: Eddie Viator (FRA), Piotr Pastusiak (POL), Hvang Inthe (Hwang In-tae) (KOR) |
| 2016. augusztus 20. 15:30 (20:30) | (21–17, 28–15, 32–17, 20–23) Jegyzőkönyv |           |                  | Carioca Arena 1, Rio de Janeiro Játékvezetők: Eddie Viator (FRA), Piotr Pastusiak (POL), Hvang Inthe (Hwang In-tae) (KOR) |
| 2016. augusztus 20. 15:30 (20:30) | Whalen, Taurasi 17                       | Pont      | Torrens 18       | Carioca Arena 1, Rio de Janeiro Játékvezetők: Eddie Viator (FRA), Piotr Pastusiak (POL), Hvang Inthe (Hwang In-tae) (KOR) |
| 2016. augusztus 20. 15:30 (20:30) | Charles, Griner 7                        | Lepattanó | Torrens, Ndour 5 | Carioca Arena 1, Rio de Janeiro Játékvezetők: Eddie Viator (FRA), Piotr Pastusiak (POL), Hvang Inthe (Hwang In-tae) (KOR) |
| 2016. augusztus 20. 15:30 (20:30) | Whalen 6                                 | Gólpassz  | Torrens, Cruz 4  | Carioca Arena 1, Rio de Janeiro Játékvezetők: Eddie Viator (FRA), Piotr Pastusiak (POL), Hvang Inthe (Hwang In-tae) (KOR) |

| A 2016. évi nyári olimpiai játékok női kosárlabdatornájának olimpiai bajnoka |
| · EGYESÜLT ÁLLAMOK · 8. cím                                                  |
| ---------------------------------------------------------------------------- |

### Végeredmény
| Arany | Egyesült Államok (USA) |  |  |  |  |  |  |  |  |
| Ezüst | Spanyolország (ESP)    |  |  |  |  |  |  |  |  |
| Bronz | Szerbia (SRB)          |  |  |  |  |  |  |  |  |
| 4.    | Franciaország (FRA)    |  |  |  |  |  |  |  |  |
|       |                        |  |  |  |  |  |  |  |  |
| 5.    | Ausztrália (AUS)       |  |  |  |  |  |  |  |  |
| 6.    | Törökország (TUR)      |  |  |  |  |  |  |  |  |
| 7.    | Kanada (CAN)           |  |  |  |  |  |  |  |  |
| 8.    | Japán (JPN)            |  |  |  |  |  |  |  |  |
|       |                        |  |  |  |  |  |  |  |  |
| 9.    | Fehéroroszország (BLR) |  |  |  |  |  |  |  |  |
| 10.   | Kína (CHN)             |  |  |  |  |  |  |  |  |
| 11.   | Brazília (BRA)         |  |  |  |  |  |  |  |  |
| 12.   | Szenegál (SEN)         |  |  |  |  |  |  |  |  |